# Tingbjerg Idrætspark
Tingbjerg Idrætspark er et idrætsanlæg beliggende i Brønshøj-Husum, som anvendes til afvikling af fodbold, baseball, softball og rugby. Anlægget består af et fodboldstadion, en kunststofbane, en enkelt grusbane med kunstlys og seks græsfodboldbaner.
Fodboldklubben Brønshøj Boldklub har deres klubhus med tilhørende cafeteria liggende ved siden af anlæggets fodboldstadion og afvikler deres hjemmebanekampe i 2. division under Dansk Boldspil-Union i Tingbjerg Idrætspark. Opvisningsbanens tilskuerrekord på 2.177 stammer fra den 21. november 2010 mellem Brønshøj Boldklub og AGF.
I 2003 opføres tribunen, som bliver indviet d. 15. juni.
I november 2012 blev der tændt for lyset på Tingbjerg Idrætspark, da kultur- og fritidsborgmester Pia Allerslev tændte for de fire master inden kampen mod Lyngby Boldklub.
Hver lysmast er 43 meter høje, har 32 stk. 2000 watt-lamper og vejer ca. 8 ton. Lysstyrken vil blive på 1000 lux.